# Escándalo de apuestas en el fútbol europeo de 2009
El escándalo de apuestas en el fútbol europeo de 2009 arregló partidos de fútbol profesional en Europa por parte de mafias de apostadores. La investigación se realizó alrededor de cerca de 200 partidos, incluidos partidos por ligas de nueve países europeos: Alemania, Austria, Bélgica, Bosnia y Herzegovina, Croacia, Eslovenia, Hungría, Suiza y Turquía; además de partidos válidos por la Europa League y la Liga de Campeones.

## Antecedentes
Ha habido varias investigaciones de arreglo de partidos en el fútbol Europeo en los últimos años, siendo los más emblemáticos el caso de arreglos en Alemania en 2005, donde  el árbitro Robert Hoyzer fue culpado de influenciar en los resultados de varios partidos de  la 2. Bundesliga, la Copa de Alemania y la Regionalliga y el famoso caso del Calciopoli que acabó con el descenso de la Juventus 
y sanciones para los clubes AC Milan, Fiorentina, Lazio, Reggina y Siena.
La UEFA reveló que en marzo de 2009 presentaron cargos contra un club europeo del que no hizo público el nombre, aunque tiempo después reveló que fue el club macedonio FK Pobeda. El Pobeda fue hallado culpable de arreglar un partido contra el FC Pyunik armenio para que acabara en empate en el año 2004. Como consecuencia, el club fue excluido de toda competición europea durante ocho años. Además, el presidente del equipo, Aleksandar Zabrcanec, y el excapitán, Nikolce Zdravevski, fueron imposibilitados de por vida de tener relaciones con el fútbol europeo.

## Investigación y arrestos
El fraude fue descubierto tras realizar escuchas telefónicas a mafias de apostadores en una investigación realizada por la fiscalía de Bochum, Alemania. El 19 de noviembre de 2009, una serie de más de 50 allanamientos se llevaron a cabo en el Reino Unido, Alemania, Suiza y Austria como parte de la investigación, dejando 17 detenidos: 15 en el Reino Unido y 2 en Suiza, además de la confiscación de evidencias, dinero en efectivo y otros bienes materiales.
Los hermanos croatas dueños del Café King Ante, Mirko y Milan Sapina estuvieron en el centro de la investigación en Alemania, además, el 28 de noviembre el capitán del SC Verl, Patrick Neumann, confesó su implicación en el escándalo, además de revelar la participación del delantero del FC Gütersloh, Daniel Telenga. Neumann fue suspendido después de una declaración de su club.

### Partidos investigados por la UEFA
Todos los partidos fueron jugados el 2009.
| Competición o País    | Partidos investigados | División o ronda de competencia                   |
| --------------------- | --------------------- | ------------------------------------------------- |
| UEFA Champions League | 3                     | Rondas clasificatorias                            |
| UEFA Europa League    | 12                    | Rondas clasificatorias                            |
| Eurocopa Sub-21       | Desconocido           | Desconocido                                       |
| Alemania              | 32                    | 2. Bundesliga, 3. Liga, Regionalliga y Oberliga   |
| Austria               | 11                    | Bundesliga austriaca y Segunda división austriaca |
| Bélgica               | 17                    | Segunda división belga                            |
| Bosnia y Herzegovina  | 8                     | Premijer Liga                                     |
| Croacia               | 14                    | Prva HNL                                          |
| Eslovenia             | 7                     | Prva SNL                                          |
| Hungría               | 13                    | NB1                                               |
| Suiza                 | 22                    | Challenge League                                  |
| Turquía               | 29                    | Türkcell Süper Lig                                |

El 25 de noviembre de 2009 la UEFA anunció que siete de los partidos sospechosos válidos por la Liga de Campeones serán analizados en profundidad y que 5 clubes serán investigados: KF Tirana, KS Vllaznia (Albania), Interblock Ljubljana (Eslovenia), Budapest Honvéd (Hungría), y Dinaburg FC (Letonia).